# Sceau de l'Ohio

Le Sceau de l'Ohio depuis 1996.

Le Sceau de l'Ohio (en anglais : Seal of Ohio), en forme longue le Grand Sceau de l'État de l'Ohio (The Great Seal of the State of Ohio), est un emblème officiel de l'État américain de l'Ohio.
Le sceau est, officiellement en noir et blanc, est entouré des mots : « THE GREAT SEAL OF THE STATE OF OHIO ». En bas du sceau, on peut voir une botte de blé, qui symbolise l'agriculture et la générosité ; à gauche, on voit un paquet de dix-sept flèches qui symbolise l'entrée de l'Ohio en tant que dix-septième État des États-Unis ; on fond on voit une représentation du mont Logan (comté de Ross) vu depuis l'Adena State Memorial ; derrière on voit un soleil naissant dont émanent treize rayons qui représentent les treize premiers États américains, brillant sur le premier Territoire du Nord-Ouest ; et une représentation de la rivière Scioto.
La législature de l'Ohio définit le blason de l'Ohio dans l'Ohio Revised Code, chapitre 5, section 4. Le Grand Sceau est défini dans le chapitre 5, section 10. La conception change au moins dix fois dans l'histoire de l'État. La version actuelle est adoptée en 1967 puis modifiée en 1996.

## Évolution du sceau

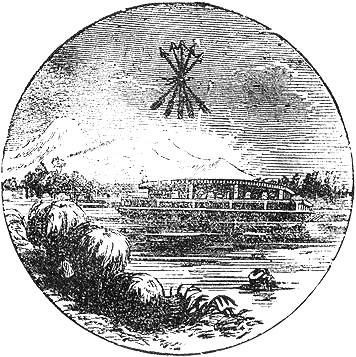
Sceau de 1840 avec un « flat boat ».
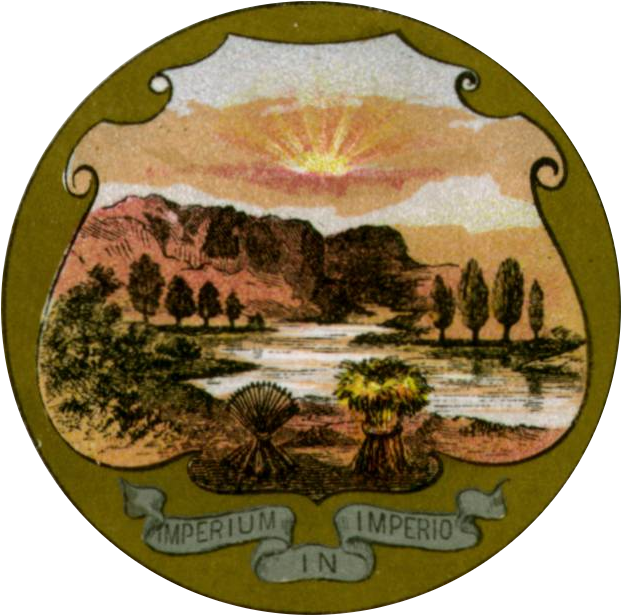
Sceau de 1866 avec la devise Imperium in imperio.
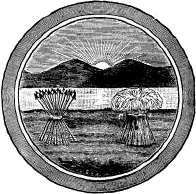
Sceau de 1868 ayant supprimé la devise controversée[1].
Sceau de 1967.
Version alternative en usage datant de 1996.